# Calamaria everetti
Espèce
Statut de conservation UICN

 LC  : Préoccupation mineure
Calamaria everetti  est une espèce de serpents de la famille des Colubridae.

## Répartition
Cette espèce est endémique de Bornéo. Elle se rencontre, :
- en Indonésie, au Kalimantan ;
- en Malaisie orientale, dans les États de Sabah et Sarawak ;

Sa présence est incertaine à Palawan aux Philippines.

## Description
L'holotype de Calamaria everetti, un juvénile, mesure 100 mm dont 10 mm pour la queue. Cette espèce a la face dorsale brune avec deux lignes longitudinales de chaque côté formées par des séries de points sombres. Sa nuque est brun sombre suivie par un collier jaune. Le dessus de sa tête est brun tacheté de sombre. Sa face ventrale est uniformément jaunâtre. Le dessous de sa queue est parcourue en son milieu par une ligne sombre.

## Étymologie
Cette espèce est nommée en l'honneur d'Alfred Hart Everett.

## Publication originale
- Boulenger, 1893 : Description of new reptiles and batrachians obtained in Borneo by Mr. C. Hose and Mr. A. Everett. Proceedings of the Zoological Society of London, vol. 1893, p. 522-528 (texte intégral).